# Судуэсти-ди-Гояс (микрорегион)

Судуэсти-ди-Гояс на карте.

Судуэсти-ди-Гояс (порт. Microrregião do Sudoeste de Goiás) — микрорегион в Бразилии, входит в штат Гояс. Составная часть мезорегиона Юг штата Гойас. Население составляет 446 433 человека (на 2010 год). Площадь — 56 112,289 км². Плотность населения — 7,96 чел./км².

## Демография
Согласно сведениям, собранным в ходе переписи 2010 г. Национальным институтом географии и статистики (IBGE), население микрорегиона составляет:						
| Полное население                             | Полное население                             | Полное население                             | Полное население                             | 446 433 |
| -------------------------------------------- | -------------------------------------------- | -------------------------------------------- | -------------------------------------------- | ------- |
| в том числе:                                 | Городское население                          | 400 467                                      | Процент городского населения, %              | 89,70   |
|                                              | Сельское население                           | 45 966                                       | Процент сельского населения, %               | 10,30   |
|                                              | Мужское население                            | 227 697                                      | Процент мужского населения, %                | 51,00   |
|                                              | Женское население                            | 218 736                                      | Процент женского населения, %                | 49,00   |
| Плотность населения, чел/км²                 | Плотность населения, чел/км²                 | Плотность населения, чел/км²                 | Плотность населения, чел/км²                 | 7,96    |
| Население микрорегиона в % к населению штата | Население микрорегиона в % к населению штата | Население микрорегиона в % к населению штата | Население микрорегиона в % к населению штата | 7,44    |

## Статистика
- Валовой внутренний продукт на 2003 год составляет 4 683 988 812,00 реалов (данные: Бразильский институт географии и статистики).
- Валовой внутренний продукт на душу населения на 2003 год составляет 12 806,17 реалов (данные: Бразильский институт географии и статистики).
- Индекс развития человеческого потенциала на 2000 год составляет 0,783 (данные: Программа развития ООН).

## Состав микрорегиона
В составе микрорегиона включены следующие муниципалитеты:
1. Апаресида-ду-Риу-Доси
2. Апоре
3. Каяпония
4. Кастеландия
5. Шападан-ду-Сеу
6. Доверландия
7. Жатаи
8. Мауриландия
9. Минейрус
10. Монтивидиу
11. Палестина-ди-Гояс
12. Пероландия
13. Портеландия
14. Риу-Верди
15. Санта-Элена-ди-Гояс
16. Санта-Рита-ду-Арагуая
17. Санту-Антониу-да-Барра
18. Серранополис